# Maybe Tomorrow (Stereophonics)
Maybe Tomorrow è un singolo del gruppo rock gallese Stereophonics, pubblicato nel 2003 ed estratto dal loro quarto album in studio You Gotta Go There to Come Back.

## Tracce
- CD 1

1. Maybe Tomorrow
2. Have Wheels Will Travel
3. Change Changes Things

- CD 2

1. Maybe Tomorrow – 4:32
2. Madame Helga – 3:54
3. Royal Flush (Mono Demo) – 3:29
4. Madame Helga (Live at Glastonbury 2002) – 3:55
5. Maybe Tomorrow (Video)

## Classifiche
| Classifica (2003) | Posizione più alta |
| ----------------- | ------------------ |
| Irlanda           | 18                 |
| Italia            | 33                 |
| Paesi Bassi       | 32                 |
| Regno Unito       | 3                  |